# Miguel Jerónimo Zendejas
Miguel Jerónimo Zendejas (Ciudad de Puebla, 1724 - Ciudad de Puebla, 20 de marzo de 1815) fue un pintor novohispano cuya obra fecunda, principalmente religiosa, está presente en numerosos templos de Puebla y otras poblaciones.

## Formación
Según sus datos más probables, nació en la ciudad de Puebla en el año de 1724, sabiéndose que su padre fue Lorenzo Zendejas pero ignorándose el nombre de su madre. Gracias a la amistad con los padres jesuitas, su padre don Lorenzo pudo ir a Roma acompañado del padre Oviedo, quien lo presentó con el Santo Padre. Ya en Puebla, don Lorenzo estableció una tienda de estampas grandes, en donde el joven Miguel empezaría a trabajar. Entró entonces a estudiar pintura con Pablo Talavera, renombrado pintor de la época, serviría luego como oficial mayor para otros pintores, hasta que puso su propio taller. Establecido este llegó a tener a discípulos de la talla de José Manzo y de Julián Ordóñez.
Uno de sus biógrafos, Jorge Hammmeken y Mejía en su libro Hombres Ilustres Mejicanos se atrevió a calificarlo como el artista más notable de México.  Dice Hammeken en su biografía que Zendejas nunca se acostumbró a trazar bocetos ya que su plan lo fijaba «en la riquísima tela de su fantasía». Pérez Salazar dice de él que escogía la tela, la enrollaba cuidadosamente en una varilla y conforme la iba bajando se apresuraba a pintar de arriba para abajo y, sin tener en cuenta la altura de la tela, terminaba su composición precisamente al acabar esta. Esta manera de pintar tan original y excéntrica, de ser cierta, explica por qué muchos de sus cuadros, de sí llenos de ingenio, hayan resultado «tan imperfectos». Esto dio como resultado que sus pinturas fueran defectuosas en cuanto a su perspectiva y anatomía, pero aun así reflejen una facilidad de ejecución por lo fecundo de esta. Otras características suyas son la ausencia del gris y el no corregir pinceladas, además de firmar, a petición, obras ajenas para aprovechar su prestigio. Destaca el claroscuro de su pincel que refleja todas las tonalidades de la luz.

## Obra

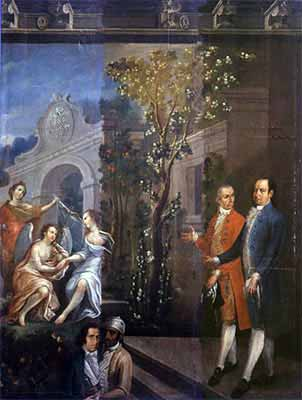
El Almacén, la única pintura no religiosa que se le conoce a Zendejas.

Existen en la parroquia de Acatzingo tantas obras suyas, 34 en total, que se llegó a pensar que el pintor había nacido ahí. Sin embargo una gran parte de su obra está en la ciudad de Puebla y otras poblaciones, como la famosa La Oración del Huerto colocada originalmente en el altar mayor del Sagrario de la Catedral de Puebla, pero que actualmente se halla en la capilla de San Pedro de la misma. Hammeken destacó el Cristo en este lienzo diciendo que es lo más correcto que trazara el pintor y que parece realmente que «irradiara luces sobrenaturales». El pintor Julián Ordóñez realizó un retablo de mampostería para dar marco a esta obra.
Otras de la pinturas merecedoras de las alabanzas de sus biógrafos son el San Juan Nepomuceno que se halla en el altar lateral del Coro, del lado de la epístola, de la catedral poblana; un San Miguel y un Ángel Custodio en el altar del Perdón de la propia Catedral. El Templo de la Concordia tiene las pinturas murales de La Vida de San Felipe Neri que se ostentan en el crucero y otra sobre el mismo tema en una de las capillas. Con la muerte de Zendejas, murió la mal llamada escuela mexicana.

### Relación de obras
- Hay 34 obras suyas en la Parroquia de Acatzingo.[1]
- En la Parroquia de Molcaxac.[5]

La Construcción de la Iglesia Parroquial de Molcajac firmada
- En el Templo conventual de San Francisco (Puebla)

Vida de fray Sebastián de Aparicio (varias pinturas de gran tamaño, que representan hechos milagrosos y algunas escenas rurales) Firmada,1809
- En la Parroquia de San José, ciudad de Puebla

Capilla del Sagrario
El profeta Jeremías, Firmada,1782, óleo/tela
San Ignacio de Loyola (corriendo a los demonios) atribuida,1782, óleo/tela
San Ignacio de Loyola (visitado por San Pedro) firmada,1781, óleo/tela
San Ignacio de Loyola (triagrama de Jesucristo) atribuida,1781, óleo/tela
San Ignacio de Loyola (La Estorta) atribuida,1781, óleo/tela
El Profeta Isaías, atribuida,1782, óleo/tela
La última cena (dividida en cuatro escenas) atribuida,1782, óleo/tela
Retablo de la nave izquierda
San José como patrón del mundo firmada, 1786, óleo/tela
Anunciación a San José firmada, 1786, óleo/tela
La Sagrada Familia firmada, 1776, óleo/tela
Capilla del Calvario
La oración del Huerto firmada, óleo/tela
Vestíbulo
La resurrección de Cristo firmada, óleo/tela
Retablo de la nave derecha
Ciclo de San Juan Nepomuceno firmada, óleo/tela
- En la Catedral de Puebla

Capilla del Apóstol Santiago
San Juan Nepomuceno firmada, 1796, óleo/tela
Capilla de las Reliquias
El Patrocinio de San José firmada, 1796, óleo/tela
Capilla de San Juan Nepomuceno
San Juan Nepomuceno confesando a la Reina firmada, 1796, óleo/tela
San Juan Nepomuceno firmada, 1796, óleo/tela
La muerte de San Juan Nepomuceno 1796, óleo/tela
San Juan Nepomuceno ante el Rey 1796, óleo/tela
Altar del Perdón (derecha e izquierda) 
Las Ánimas del Purgatorio firmada, 1796, óleo/tela
Altar del Perdón lado (izquierdo)
San Miguel Arcángel pelando contra el dragón firmada, 1796, óleo/tela
Altar del Perdón (lado derecho)
Ángel de la guarda firmada, 1796, óleo/tela
Salón de los Obispos
Ilustrísimo Sr. Don Santiago Echeverría y Elguenza firmada, 1796, óleo/tela
- Museo Nacional de Historia

El Almacén (de las pocas pinturas no religiosa que se le conocen)
- Iglesia de la Concordia

Capilla del lado izquierdo
La vida de San Felipe Neri firmada, óleo/tela
Capilla del lado izquierdo
Martirio de San Juan Nepomuceno atribuida firmada, óleo/tela
- Seminario Conciliar Palafoxiano

Don Juan de Palafox rodeado de alegorías y emblemas firmada, óleo/tela
- Catedral de Burgo de Osma, España,

Don Juan de Palafox rodeado de alegorías y emblemas firmada, 1768, óleo/tela
- Colección San Pedro, Museo de Arte, Puebla

Retrato de Juan de Palafox firmada, 1766, óleo/tela, tiene un dato erróneo, y la figura tiene 6 dedos
- Colección Particular

Silabario Palafoxiano 1773, grabado
Biblioteca Palafoxiana 1773, grabado
- Capilla de la Tercera Orden, Atlixco

Retablo del Presbiterio
La vida de San Francisco firmada, óleo/tela
- Parroquia de la Santa María de la Natividad, Tamazulapan, Oaxaca

Patrocinio de la Virgen María firmada, óleo/tela
Ánimas del purgatorio atribuida